# Hans-Hermann Höhmann
Hans-Hermann Höhmann (* 15. August 1933 in Kassel) ist ein deutscher Sozialwissenschaftler, Freimaurer und Freimaurerforscher.

## Ausbildung und beruflicher Werdegang
Höhmann studierte von 1953 bis 1959 Sozialwissenschaften und Osteuropakunde an der Philipps-Universität Marburg und der FU Berlin. 1978 wurde er an der Johann Wolfgang Goethe-Universität Frankfurt am Main zum Dr. rer. pol. promoviert. In den Jahren 1979/80 war Höhmann Research Fellow am Russian Research Center (Harvard University), am Kennan Institute (Washington DC) und am Department of Economics der University of California, Berkeley.
Von 1962 bis 1998 war Höhmann am Bundesinstitut für ostwissenschaftliche und internationale Studien in Köln tätig, ab 1986 als Leiter des Forschungsbereichs Wirtschaft und zuletzt als stellvertretender Direktor des Instituts. Seit 1988 ist er Honorarprofessor der Universität zu Köln (Politikwissenschaften). Von 1998 bis 2004 war Höhmann Leiter des Forschungsschwerpunkts Wirtschaft an der Forschungsstelle Osteuropa und Lehrbeauftragter der Universität Bremen (Ökonomische und politische Kultur, Systemtransformation in Osteuropa). Seitdem arbeitet er als freier wissenschaftlicher Publizist.

## Gremienmitgliedschaften (Auswahl)
Höhmann war u. a. Mitglied des Vorstands der Deutschen Gesellschaft für Osteuropakunde (1987–1993), Mitglied des Wissenschaftlichen Beirats der Bundeszentrale für politische Bildung, Bonn (1994–2002), Mitglied des Programmbeirats des Ost-West-Wissenschaftszentrums an der Universität Kassel (bis 2003) und Mitglied des Programmkomitees des Weltkongresses für Osteuropastudien, Warschau 1995. Innerhalb der Deutschen Gesellschaft für Wirtschafts- und Sozialwissenschaften (Verein für Socialpolitik) gehörte er von 1968 bis 1998 dem Ausschuss zum Vergleich der Wirtschaftssysteme an.

## Freimaurerei
Höhmann ist seit 1958 Freimaurer und nahm zahlreiche Logen- und Großlogenämter wahr. Nach der deutsch-deutschen Vereinigung war er maßgeblich am Aufbau von Freimaurerlogen in den Neuen Bundesländern beteiligt. Von 1999 bis 2007 leitete Höhmann die Freimaurerische Forschungsgesellschaft „Quatuor Coronati“, von 2007 bis 2013 war er Vorsitzender des Wissenschaftlichen Beirats der Forschungsgesellschaft. Seit 2006 ist er Redner der Großloge der Alten Freien und Angenommenen Maurer von Deutschland. Mit dem Soziologen Jörg R. Bergmann, Universität Bielefeld, initiierte Höhmann 2002 das „Netzwerk Freimaurerforschung“.

## Publikationen (Auswahl)
Buchveröffentlichungen auf dem Arbeitsgebiet Osteuropaforschung und Sozialwissenschaften
- Die Wirtschaftsordnungen Osteuropas im Wandel. Ergebnisse und Probleme der Wirtschaftsreformen (Hg. mit Michael C. Kaser und K. C. Thalheim), Freiburg/Breisgau 1972, 2 Bände, Übersetzung ins Englische: The New Economic Systems of Eastern Europe, London Berkeley Los Angeles 1975
- China 74. Reiseprotokolle zu Wirtschaft und Gesellschaft der Volksrepublik (mit Jiri Kosta und Jan Meyer), Köln 1974
- Wirtschaftsentwicklung und Wirtschaftsreform in der UdSSR: Ursachen, Voraussetzungen, Ergebnisse u. Probleme der Reformmaßnahmen in der sowjetischen Industrie 1965-1976, Dissertation, Frankfurt (Main) 1978
- Osteuropas Wirtschaftsprobleme und die Ost-West-Beziehungen, Osteuropa und der internationale Kommunismus Band 14, (Hg.), Baden-Baden 1984
- Sozialistische Wirtschaftsplanung: Grundlagen, Probleme, Reformperspektiven, Köln 1985
- Economics and Politics in "Perestroika": Developments, Interdependencies, Western Perceptions, Köln 1988
- Rüstung, Modernisierung, Reform. Die sowjetische Verteidigungswirtschaft in der Perestrojka, (Hg. mit Christopher Davis und Hans-Henning Schröder), Köln 1990
- Chaos oder neue Ordnung? Wirtschaftskrise und wirtschaftspolitische Neuorientierung in der ehemaligen UdSSR, Köln 1991
- Eine unterschätzte Dimension? Zur Rolle wirtschaftskultureller Faktoren in der osteuropäischen Transformation, (Hg.), Bremen 1999
- Russland unter neuer Führung: Politik, Wirtschaft und Gesellschaft am Beginn des 21. Jahrhunderts (Hg. mit Hans-Henning Schröder), Bonn 2001
- Kultur als Bestimmungsfaktor der Transformation im Osten Europas. Konzeptionelle Entwicklungen – Empirische Befunde, (Hg.), Bremen 2001
- Wirtschaft und Kultur im Transformationsprozeß. Wirkungen, Interdependenzen, Konflikte, (Hg.), Bremen 2002
- Wirtschaftspolitik in Osteuropa zwischen ökonomischer Kultur, Institutionenbildung und Akteursverhalten (Hg. mit Heiko Pleines), Bremen 2003
- Nur ein Ölboom? Bestimmungsfaktoren und Perspektiven der russischen Wirtschaftsentwicklung (Hg. mit Heiko Pleines und Hans-Henning Schröder), Münster 2005
- Trust and Entrepreneurship. A West-East Perspective (Ed. with Friederike Welter), Edward Elgar Publishing Cheltenham Glos, UK 2005

Buchveröffentlichungen auf dem Arbeitsgebiet Freimaurerforschung
- Standort und Perspektiven humanitärer Freimaurerei in Deutschland. Texte zur Freimaurerei, Bonn 1987
- Freimaurerei. Analysen, Überlegungen, Perspektiven, Bremen 2011 (2. Auflage 2013)
- Zwischen Aufklärung und Esoterik. Humanistische Freimaurerei als Projekt für das 21. Jahrhundert, Leipzig 2013 (2. Auflage 2014)
- Identität und Gedächtnis. Die „völkische Freimaurerei“ in Deutschland und wie man sich nach 1945 an sie erinnerte, Leipzig 2014
- Das Ritual in der Humanistischen Freimaurerei. Funktion, Struktur, Praxis, Leipzig 2016
- Freimaurerei in Deutschland. Aspekte der Vergangenheit – Aufgaben für die Zukunft, Leipzig 2017
- Nichts geht über das laut denken mit einem Freunde - Beiträge zur Humanistischen Freimaurerei, Leipzig 2021

Außerdem ist Höhmann Autor von ca. 400 Aufsätzen in Zeitschriften, Sammelbänden und Handbüchern, die zum Teil auch in Englisch, Französisch, Italienisch, Russisch und Japanisch erschienen. Von 1999 bis 2012 war Höhmann Mitherausgeber des Quatuor Coronati Jahrbuchs für Freimaurerforschung.